# Park City (Utah)
Park City je město v okresu Summit County ve státě Utah ve Spojených státech amerických. Nachází se 51 km jihovýchodně od centra Salt Lake City. K roku 2010 zde žilo 7 558 obyvatel. Počet turistů v průměru výrazně převyšuje počet stálých obyvatel. S celkovou rozlohou 45,5 km² byla hustota zalidnění 166,1 obyvatel na km². Koná se zde filmový festival Sundance Film Festival. Ve městě jsou dvě hlavní lyžařská střediska: Deer Valley Resort a Park City Mountain Resort. Obě tyto střediska byla na Zimních olympijských hrách 2002 místem konání lyžařských závodů.

## Osobnosti města
- Mitt Romney (* 1947), politik a podnikatel
- Treat Williams (1951–2023), herec
- Eric Heiden (* 1958), rychlobruslař a cyklista
- Kevin Sorbo (* 1958), herec
- Ken Block (1967–2023), automobilový jezdec a podnikatel, spoluzakladatel DC Shoes
- Will Smith (* 1968), herec, producent a rapper
- Jimmy Shea (* 1968), skeletonista
- Danny Masterson (* 1976), herec a DJ
- Bill Demong (* 1980), lyžař
- Steven Holcomb (1980 – 2017), bobista
- Brandon Flowers (* 1981), hudebník, zpěvák, skladatel a textař, frontman skupiny The Killers
- Ted Ligety (* 1984), lyžař
- Sage Kotsenburg (* 1993), snowboardista

## Partnerská města
- Courchevel, Francie